# Olympische Sommerspiele 2024/Teilnehmer (Neuseeland)
| Gelbes Symbol für Goldmedaillen mit stilisierten Olympischen Ringen | Graues Symbol für Silbermedaillen mit stilisierten Olympischen Ringen | Braundes Symbol für Bronzemedaillen mit stilisierten Olympischen Ringen |
| ------------------------------------------------------------------- | --------------------------------------------------------------------- | ----------------------------------------------------------------------- |
| 10                                                                  | 7                                                                     | 3                                                                       |

Neuseeland nahm an den Olympischen Spielen 2024 vom 26. Juli bis zum 11. August 2024 in Paris mit 205 Athleten (105 Männer, 100 Frauen) teil. Es war die insgesamt 27. Teilnahme an Olympischen Sommerspielen.

## Medaillen

### Medaillenspiegel
| Rang   | Sportart       | Gold | Silber | Bronze | Gesamt |
| ------ | -------------- | ---- | ------ | ------ | ------ |
| 1      | Kanu           | 4    | –      | –      | 4      |
| 2      | Radsport       | 2    | 2      | 1      | 5      |
| 3      | Rudern         | 1    | 2      | 1      | 4      |
| 4      | Leichtathletik | 1    | 1      | –      | 2      |
| 5      | 7er-Rugby      | 1    | –      | –      | 1      |
| 5      | Golf           | 1    | –      | –      | 1      |
| 7      | Segeln         | –    | 1      | 1      | 2      |
| 8      | Triathlon      | –    | 1      | –      | 1      |
| Gesamt | Gesamt         | 10   | 7      | 3      | 20     |

### Medaillengewinner
| Name/n | Sportart       | Wettkampf              |
| --- | -------------- | ---------------------- |
| Gold |                |                        |
| Lydia Ko | Golf           | Einzel Frauen          |
| Lisa Carrington | Kanu           | K1 500 m               |
| Lisa Carrington Alicia Hoskin | Kanu           | K2 500 m               |
| Lisa Carrington Olivia Brett Alicia Hoskin Tara Vaughan | Kanu           | K4 500 m               |
| Finn Butcher | Kanu           | K1 Cross               |
| Hamish Kerr | Leichtathletik | Hochsprung             |
| Ellesse Andrews | Radsport       | Keirin                 |
| Ellesse Andrews | Radsport       | Sprint                 |
| Brooke Francis Lucy Spoors | Rudern         | Doppelzweier           |
| Michaela Blyde Jazmin Felix-Hotham Sarah Hirini Tyla King Jorja Miller Manaia Nuku Mahina Paul Risi Pouri-Lane Alena Saili Theresa Setefano Stacey Waaka Portia Woodman-Wickliffe | 7er-Rugby      | Frauenturnier          |
| Silber |                |                        |
| Maddison-Lee Wesche | Leichtathletik | Kugelstoßen            |
| Ellesse Andrews Shaane Fulton Rebecca Petch | Radsport       | Teamsprint             |
| Bryony Botha Emily Shearman Nicole Shields Ally Wollaston | Radsport       | Mannschaftsverfolgung  |
| Emma Twigg | Rudern         | Einer                  |
| Ollie Maclean Logan Ullrich Thomas Murray Matt Macdonald | Rudern         | Vierer ohne Steuermann |
| Isaac McHardie William McKenzie | Segeln         | 49er                   |
| Hayden Wilde | Triathlon      | Einzel                 |
| Bronze |                |                        |
| Ally Wollaston | Radsport       | Omnium                 |
| Jackie Gowler Phoebe Spoors Davina Waddy Kerri Williams | Rudern         | Vierer ohne Steuerfrau |
| Erica Dawson Micah Wilkinson | Segeln         | Nacra 17               |

## Teilnehmer nach Sportarten

### Fußball
Am 24. Juli 2024 wurde Ali Riley aus medizinischen Gründen durch Michaela Foster ersetzt und Grace Neville neue Ersatzspielerin.
| Wettbewerb      | Frauen (Spiele/Tore) | Männer (Spiele/Tore) |
| --------------- | --- | --- |
| Athleten        | Mackenzie Barry (3/1) Catherine Bott (3/0) Katie Bowen (3/0) Milly Clegg (3/0) Victoria Esson (0/0) Michaela Foster (3/0) Macey Fraser (1/0) Ally Green (2/0) Jacqui Hand (3/0) Grace Jale (3/0) Katie Kitching (3/0) Anna Leat (3/0) Meikayla Moore (1/0) Gabi Rennie (2/0) Indiah-Paige Riley (3/0) Malia Steinmetz (32/0) Rebekah Stott (3/0) Kate Taylor (3/1) | Lachlan Bayliss (3/0) Joe Bell (3/0) Tyler Bindon (3/0) Michael Boxall (3/0) Fin Conchie (1/0) Matthew Garbett (3/1) Jay Herdman (3/0) Lukas Kelly-Heald (3/0) Ben Old (0/0) Alex Paulsen (3/0) Jesse Randall (1/1) Matthew Sheridan (2/0) Kees Sims (0/0) Sarpreet Singh (3/0) Finn Surman (3/0) Sam Sutton (3/0) Oskar van Hattum (3/0) Ben Waine (3/1) |
| Trainer         | Michael Mayne | Darren Bazeley |
| P-Akkreditierte | Claudia Bunge Annalie Longo (2/0) Grace Neville Murphy Sheaff | Liam Gillion (3/0) Henry Gray Isaac Hughes (0/0) Luis Toomey |
| Gruppenphase    | Kanada (1:2) Kolumbien (0:2) Frankreich (1:2) | Guinea (2:1) Vereinigte Staaten (1:4) Frankreich (0:3) |
| Viertelfinale   | ausgeschieden | ausgeschieden |
| Halbfinale      | ausgeschieden | ausgeschieden |
| Finale          | ausgeschieden | ausgeschieden |
| Rang            | 10 | 11 |

### Gewichtheben
| Athleten   | Wettbewerb         | Reißen  | Reißen | Stoßen  | Stoßen | Zweikampf | Zweikampf | Rang |
| Athleten   | Wettbewerb         | Gewicht | Rang   | Gewicht | Rang   | Gewicht   | Rang      | Rang |
| ---------- | ------------------ | ------- | ------ | ------- | ------ | --------- | --------- | ---- |
| Männer     |                    |         |        |         |        |           |           |      |
| David Liti | Klasse über 102 kg | 184 kg  | 7      | 231 kg  | 8      | 415 kg    | 8         | 8    |

### Golf
| Athleten       | Runde 1 | Runde 2 | Runde 3 | Runde 4 | Gesamt | Par | Rang |
| -------------- | ------- | ------- | ------- | ------- | ------ | --- | ---- |
| Frauen         |         |         |         |         |        |     |      |
| Lydia Ko       | 72      | 67      | 68      | 71      | 278    | −10 | Gold |
| Männer         |         |         |         |         |        |     |      |
| Ryan Fox       | 67      | 73      | 68      | 74      | 282    | −2  | 35   |
| Daniel Hillier | 75      | 73      | 70      | 73      | 291    | +7  | 55   |

### Hockey
| Wettbewerb    | Männer (Spiele/Tore) |
| ------------- | --- |
| Athleten      | Dominic Dixon (5/0) Scott Boyde (5/0) Dane Lett (5/0) Simon Child (2/1) Charlie Morrison (5/0) Jake Smith (5/0) Sam Lane (5/2) Simon Yorston (4/0) Nic Woods (5/0) Brad Read (1/0) Joseph Morrison (5/1) Leon Hayward (1/0) Kane Russell (4/0) Blair Tarrant (5/0) Sean Findlay (5/0) Hugo Inglis (5/0) Hayden Phillips (5/0) Malachi Buschl (3/0) Isaac Houlbrooke (5/0) |
| Trainer       | Nicol Greg |
| Gruppenphase  | Indien (2:3) Belgien (1:2) Argentinien (0:2) Australien (0:5) Irland (1:2) |
| Viertelfinale | ausgeschieden |
| Halbfinale    | ausgeschieden |
| Finale        | ausgeschieden |
| Rang          | 12 |

### Judo
| Athleten          | Wettbewerb        | 1. Runde   | 1. Runde | 2. Runde      | 2. Runde      | Achtelfinale  | Achtelfinale  | Viertelfinale | Viertelfinale | Halbfinale / Trostrunde | Halbfinale / Trostrunde | Finale / Platz 3 | Finale / Platz 3 | Rang |
| Athleten          | Wettbewerb        | Gegner     | Ergebnis | Gegner        | Ergebnis      | Gegner        | Ergebnis      | Gegner        | Ergebnis      | Gegner                  | Ergebnis                | Gegner           | Ergebnis         | Rang |
| ----------------- | ----------------- | ---------- | -------- | ------------- | ------------- | ------------- | ------------- | ------------- | ------------- | ----------------------- | ----------------------- | ---------------- | ---------------- | ---- |
| Frauen            |                   |            |          |               |               |               |               |               |               |                         |                         |                  |                  |      |
| Moira de Villiers | Klasse bis 78 kg  | M. Branser | 0s3:10s2 | ausgeschieden | ausgeschieden | ausgeschieden | ausgeschieden | ausgeschieden | ausgeschieden | ausgeschieden           | ausgeschieden           | ausgeschieden    | ausgeschieden    | 17   |
| Sydnee Andrews    | Klasse über 78 kg | L. Cerić   | 0:10s1   | ausgeschieden | ausgeschieden | ausgeschieden | ausgeschieden | ausgeschieden | ausgeschieden | ausgeschieden           | ausgeschieden           | ausgeschieden    | ausgeschieden    | 17   |

### Kanu

#### Kanurennsport
| Athleten                                                | Wettbewerb | Vorlauf     | Vorlauf | Viertelfinale | Viertelfinale | Halbfinale    | Halbfinale    | A/B-Finale    | A/B-Finale    | Rang |
| Athleten                                                | Wettbewerb | Zeit        | Rang    | Zeit          | Rang          | Zeit          | Rang          | Zeit          | Rang          | Rang |
| ------------------------------------------------------- | ---------- | ----------- | ------- | ------------- | ------------- | ------------- | ------------- | ------------- | ------------- | ---- |
| Frauen                                                  |            |             |         |               |               |               |               |               |               |      |
| Lisa Carrington                                         | K1 500 m   | 1:48,51 min | 1       | —             | —             | 1:48,10 min   | 1             | 1:47,36 min   | 1             | Gold |
| Aimee Fisher                                            | K1 500 m   | 1:49,16 min | 1       | —             | —             | 1:49,54 min   | 1             | 1:49,91 min   | 4             | 4    |
| Lisa Carrington Alicia Hoskin                           | K2 500 m   | 1:41,05 min | 1       | —             | —             | 1:38,52 min   | 1             | 1:37,28 min   | 1             | Gold |
| Aimee Fisher Lucy Matehaere                             | K2 500 m   | 1:46,52 min | 4       | 1:44,45 min   | 5             | ausgeschieden | ausgeschieden | ausgeschieden | ausgeschieden | 19   |
| Lisa Carrington Olivia Brett Alicia Hoskin Tara Vaughan | K4 500 m   | 1:32,40 min | 1       | —             | —             | —             | —             | 1:32,20 min   | 1             | Gold |
| Männer                                                  |            |             |         |               |               |               |               |               |               |      |
| Max Brown Grant Clancy                                  | C2 500 m   | 2:22:09 min | 7       | 2:24,09 min   | 5             | ausgeschieden | ausgeschieden | 2:31,04       | 5             | 13   |
| Kurtis Imrie Hamish Legarth                             | K2 500 m   | 1:41,18 min | 5       | 1:30,29 min   | 4             | 1:30,26 min   | 7             | 1:32,09       | 6             | 14   |
| Max Brown Grant Clancy Kurtis Imrie Hamish Legarth      | K4 500 m   | 1:23,26 min | 4       | 1:20,56 min   | 2             | 1:21,73 min   | 4             | 1:22,19 min   | 8             | 8    |

#### Kanuslalom
| Athleten     | Wettbewerb | Vorlauf  | Vorlauf | Halbfinale | Halbfinale | Finale        | Finale        | Rang |
| Athleten     | Wettbewerb | Zeit     | Rang    | Zeit       | Rang       | Zeit          | Rang          | Rang |
| ------------ | ---------- | -------- | ------- | ---------- | ---------- | ------------- | ------------- | ---- |
| Frauen       |            |          |         |            |            |               |               |      |
| Luuka Jones  | K1         | 102,90 s | 19      | 104,91 s   | 9          | 102,33 s      | 8             | 8    |
| Männer       |            |          |         |            |            |               |               |      |
| Finn Butcher | K1         | 86,35 s  | 4       | 146,40 s   | 19         | ausgeschieden | ausgeschieden | 19   |

Boater-Cross
| Athleten     | Wettbewerb | Zeitfahren | Zeitfahren | Vorrunde | Hoffnungslauf | Vorlauf | Viertelfinale | Halbfinale | Finale      | Rang |
| Athleten     | Wettbewerb | Zeit       | Rang       | Rang     | Rang          | Rang    | Rang          | Rang       | Rang        | Rang |
| ------------ | ---------- | ---------- | ---------- | -------- | ------------- | ------- | ------------- | ---------- | ----------- | ---- |
| Frauen       |            |            |            |          |               |         |               |            |             |      |
| Luuka Jones  | K1 Cross   | 72,10 s    | 4          | 2        | —             | 1       | 2             | 4          | B-Finale: 1 | 5    |
| Männer       |            |            |            |          |               |         |               |            |             |      |
| Finn Butcher | K1 Cross   | 67,74 s    | 6          | 1        | —             | 1       | 1             | 2          | 1           | Gold |

### Leichtathletik
Laufen und Gehen
| Athleten        | Wettbewerb       | Vorlauf     | Vorlauf | Hoffnungslauf | Hoffnungslauf | Halbfinale       | Halbfinale    | Finale        | Finale        | Rang          |
| Athleten        | Wettbewerb       | Zeit        | Rang    | Zeit          | Rang          | Zeit             | Rang          | Zeit          | Rang          | Rang          |
| --------------- | ---------------- | ----------- | ------- | ------------- | ------------- | ---------------- | ------------- | ------------- | ------------- | ------------- |
| Frauen          |                  |             |         |               |               |                  |               |               |               |               |
| Zoe Hobbs       | 100 m            | 11,08 s     | 2       | —             | —             | 11,13 s          | 7             | ausgeschieden | ausgeschieden | ausgeschieden |
| Maia Ramsden    | 1500 m           | 4:02,83 min | 6       | —             | —             | 4:02,20 min (NR) | 8             | ausgeschieden | ausgeschieden | ausgeschieden |
| Camille French  | Marathon         | —           | —       | —             | —             | —                | —             | 2:37:21 h     | 60            | 60            |
| Männer          |                  |             |         |               |               |                  |               |               |               |               |
| James Preston   | 800 m            | 1:48,50 min | 8       | 1:50,53 min   | 6             | ausgeschieden    | ausgeschieden | ausgeschieden | ausgeschieden | ausgeschieden |
| Samuel Tanner   | 1500 m           | 3:39,87 min | 13      | 3:40,71 min   | 13            | ausgeschieden    | ausgeschieden | ausgeschieden | ausgeschieden | ausgeschieden |
| Geordie Beamish | 3000 m Hindernis | 8:25,86 min | 7       | —             | —             | —                | —             | ausgeschieden | ausgeschieden | ausgeschieden |

Springen und Werfen
| Athleten            | Wettbewerb     | Qualifikation | Qualifikation | Finale        | Finale        | Rang   |
| Athleten            | Wettbewerb     | Weite/Höhe    | Rang          | Weite/Höhe    | Rang          | Rang   |
| ------------------- | -------------- | ------------- | ------------- | ------------- | ------------- | ------ |
| Frauen              |                |               |               |               |               |        |
| Olivia McTaggart    | Stabhochsprung | 4,40 m        | 12            | 4,60 m        | 13            | 13     |
| Imogen Ayris        | Stabhochsprung | 4,40 m        | 12            | 4,60 m        | 12            | 12     |
| Eliza McCartney     | Stabhochsprung | 4,55 m        | 9             | 4,70 m        | 6             | 6      |
| Maddison-Lee Wesche | Kugelstoßen    | 19,25 m       | 2             | 19,86 m       | 2             | Silber |
| Lauren Bruce        | Hammerwurf     | 68,93 m       | 20            | ausgeschieden | ausgeschieden | 20     |
| Tori Peeters        | Speerwurf      | 59,78 m       | 19            | ausgeschieden | ausgeschieden | 19     |
| Männer              |                |               |               |               |               |        |
| Hamish Kerr         | Hochsprung     | 2,27 m        | 2             | 2,36 m        | 1             | Gold   |
| Ethan Olivier       | Dreisprung     | 16,16 m       | 30            | ausgeschieden | ausgeschieden | 30     |
| Jacko Gill          | Kugelstoßen    | 21,35 m       | 6             | 21,15 m       | 7             | 7      |
| Tom Walsh           | Kugelstoßen    | 21,48 m       | 5             | ogV           | 12            | 12     |
| Connor Bell         | Diskuswurf     | 62,88 m       | 13            | ausgeschieden | ausgeschieden | 13     |

### Radsport

#### Bahn
Keirin
| Athleten        | Wettbewerb | 1. Runde | Hoffnungslauf | Viertelfinale | Halbfinale | Finale | Rang |
| --------------- | ---------- | -------- | ------------- | ------------- | ---------- | ------ | ---- |
| Frauen          |            |          |               |               |            |        |      |
| Ellesse Andrews | Keirin     | 1        | —             | 2             | 1          | 1      | Gold |
| Rebecca Petch   | Keirin     | 5        | 2             | 3             | 5          | 6      | 12   |
| Männer          |            |          |               |               |            |        |      |
| Sam Dakin       | Keirin     | 4        | 2             | 2             | 5          | 2      | 8    |

Madison
| Athleten                    | Wettbewerb | Punkte | Rang |
| --------------------------- | ---------- | ------ | ---- |
| Frauen                      |            |        |      |
| Bryony Botha Emily Shearman | Madison    | 7      | 8    |
| Männer                      |            |        |      |
| Aaron Gate Campbell Stewart | Madison    | 33     | 4    |

Omnium
| Athleten       | Wettbewerb | Scratch | Scratch | Temporennen | Temporennen | Ausscheidungsfahren | Ausscheidungsfahren | Punktefahren | Gesamt | Rang   |
| Athleten       | Wettbewerb | Rang    | Punkte  | Rang        | Punkte      | Rang                | Punkte              | Punkte       | Gesamt | Rang   |
| -------------- | ---------- | ------- | ------- | ----------- | ----------- | ------------------- | ------------------- | ------------ | ------ | ------ |
| Frauen         |            |         |         |             |             |                     |                     |              |        |        |
| Ally Wollaston | Omnium     | 5       | 32      | 9           | 24          | 12                  | 18                  | 51           | 125    | Bronze |
| Männer         |            |         |         |             |             |                     |                     |              |        |        |
| Aaron Gate     | Omnium     | 9       | 24      | 8           | 26          | 11                  | 20                  | 53           | 123    | 5      |

Sprint
| Athleten        | Wettbewerb | Qualifikation | Qualifikation | 1. Runde | 1. Runde | 1. Runde Hoffnungslauf | 1. Runde Hoffnungslauf | 2. Runde       | 2. Runde      | 2. Runde Hoffnungslauf | 2. Runde Hoffnungslauf | Achtelfinale  | Achtelfinale  | Achtelfinale Hoffnungslauf | Achtelfinale Hoffnungslauf | Viertelfinale | Viertelfinale | Halbfinale    | Halbfinale    | Finale        | Finale        | Rang |
| Athleten        | Wettbewerb | Zeit          | Rang          | Gegner   | Zeit     | Gegner                 | Zeit                   | Gegner         | Zeit          | Gegner                 | Zeit                   | Gegner        | Zeit          | Gegner                     | Zeit                       | Gegner        | Ergebnis      | Gegner        | Ergebnis      | Gegner        | Ergebnis      | Rang |
| --------------- | ---------- | ------------- | ------------- | -------- | -------- | ---------------------- | ---------------------- | -------------- | ------------- | ---------------------- | ---------------------- | ------------- | ------------- | -------------------------- | -------------------------- | ------------- | ------------- | ------------- | ------------- | ------------- | ------------- | ---- |
| Frauen          |            |               |               |          |          |                        |                        |                |               |                        |                        |               |               |                            |                            |               |               |               |               |               |               |      |
| Ellesse Andrews | Sprint     | 10,108 s      | 3             | Bao S.   | 10,986 s | —                      | —                      | T. Kouame      | 11,271 s      | —                      | —                      | K. Mitchell   | 10,917 s      | —                          | —                          | E. Hinze      | 2:0           | E. Finucane   | 2:0           | L. Friedrich  | 2:0           | Gold |
| Shaane Fulton   | Sprint     | 10,281 s      | 9             | M. Vece  | 10,933 s | —                      | —                      | H. van de Wouw | 10,770 s      | L. Genest              | 10,875 s               | S. Capewell   | 10,815 s      | M. Bayona M. Gros          | 11,141 s                   | ausgeschieden | ausgeschieden | ausgeschieden | ausgeschieden | ausgeschieden | ausgeschieden | 11   |
| Männer          |            |               |               |          |          |                        |                        |                |               |                        |                        |               |               |                            |                            |               |               |               |               |               |               |      |
| Sam Dakin       | Sprint     | 9,470 s       | 14            | M. Rudyk | 9,926 s  | V. Lendel S. Sahrom    | 10,618 s               | ausgeschieden  | ausgeschieden | ausgeschieden          | ausgeschieden          | ausgeschieden | ausgeschieden | ausgeschieden              | ausgeschieden              | ausgeschieden | ausgeschieden | ausgeschieden | ausgeschieden | ausgeschieden | ausgeschieden | 17   |

Teamsprint und Teamverfolgung
| Athleten                                                  | Wettbewerb            | Qualifikation | Qualifikation | 1. Runde | 1. Runde     | 1. Runde | Finals         | Finals       | Rang   |
| Athleten                                                  | Wettbewerb            | Zeit          | Rang          | Gegner   | Zeit         | Rang     | Gegner         | Zeit         | Rang   |
| --------------------------------------------------------- | --------------------- | ------------- | ------------- | -------- | ------------ | -------- | -------------- | ------------ | ------ |
| Frauen                                                    |                       |               |               |          |              |          |                |              |        |
| Ellesse Andrews Shaane Fulton Rebecca Petch               | Teamsprint            | 45,348 s      | 2             | Polen    | 45,348 s     | 2        | Großbritannien | 45,659 s     | Silber |
| Bryony Botha Emily Shearman Nicole Shields Ally Wollaston | Mannschaftsverfolgung | 4:04,679 min  | 1             | Italien  | 4:04,818 min | 2        | Großbritannien | 4:04,927 min | Silber |
| Männer                                                    |                       |               |               |          |              |          |                |              |        |
| Aaron Gate Keegan Hornblow Thomas Sexton Campbell Stewart | Mannschaftsverfolgung | 3:45,616 min  | 6             | Belgien  | 3:43,776 min | 5        | Frankreich     | 3:44,741 min | 5      |

#### Straße
| Athleten           | Wettbewerb       | Zeit         | Rang |
| ------------------ | ---------------- | ------------ | ---- |
| Frauen             |                  |              |      |
| Kim Cadzow         | Straßenrennen    | 4:08:14 h    | 56   |
| Kim Cadzow         | Einzelzeitfahren | 41:46,02 min | 7    |
| Niamh Fisher-Black | Straßenrennen    | 4:04:23 h    | 31   |
| Männer             |                  |              |      |
| Laurence Pithie    | Straßenrennen    | 6:26:57 h    | 39   |
| Laurence Pithie    | Einzelzeitfahren | 38:49,76 min | 24   |
| Corbin Strong      | Straßenrennen    | 6:22:31 h    | 27   |

#### Mountainbike
| Athleten       | Wettbewerb    | Zeit      | Rang |
| -------------- | ------------- | --------- | ---- |
| Frauen         |               |           |      |
| Samara Maxwell | Cross-Country | 1:30:43 h | 8    |
| Männer         |               |           |      |
| Samuel Gaze    | Cross-Country | 1:28:03 h | 6    |

#### BMX-Rennsport
| Athleten     | Wettbewerb | Viertelfinale | Viertelfinale | Halbfinale    | Halbfinale    | Finale        | Finale        | Rang |
| Athleten     | Wettbewerb | Punkte        | Rang          | Punkte        | Rang          | Zeit          | Rang          | Rang |
| ------------ | ---------- | ------------- | ------------- | ------------- | ------------- | ------------- | ------------- | ---- |
| Frauen       |            |               |               |               |               |               |               |      |
| Leila Walker | BMX-Rennen | 17            | 17            | ausgeschieden | ausgeschieden | ausgeschieden | ausgeschieden | 18   |
| Männer       |            |               |               |               |               |               |               |      |
| Rico Bearman | BMX-Rennen | 16            | 14            | 8             | 8             | ausgeschieden | ausgeschieden | 11   |

### Reiten

#### Dressurreiten
| Athleten         | Wettbewerb | Prozent / Punkte           | Prozent / Punkte | Prozent / Punkte | Rang |
| Athleten         | Wettbewerb | Grand Prix (Qualifikation) | GP Spécial       | GP Kür           | Rang |
| ---------------- | ---------- | -------------------------- | ---------------- | ---------------- | ---- |
| Melissa Galloway | Einzel     | 68,913                     | —                | ausgeschieden    | 40   |

#### Vielseitigkeitsreiten
| Athleten                                                                      | Wettbewerb | Minuspunkte Dressur | Minuspunkte Gelände | Minuspunkte Springen | Minuspunkte Springen | Minuspunkte Gesamt | Rang |
| ----------------------------------------------------------------------------- | ---------- | ------------------- | ------------------- | -------------------- | -------------------- | ------------------ | ---- |
| Clarke Johnstone mit Menlo Park                                               | Einzel     | 25,70               | 4,80                | 4,40                 | 4,80                 | 39,70              | 18   |
| Jonelle Price mit Hiarado                                                     | Einzel     | 30,80               | 28,40               | 12,00                | ausgeschieden        | 71,20              | 40   |
| Tim Price mit Falco                                                           | Einzel     | 26,50               | 2,00                | 0,00                 | 0,00                 | 28,50              | 6    |
| Jonelle Price mit Hiarado Clarke Johnstone mit Menlo Park Tim Price mit Falco | Mannschaft | 83,00               | 35,20               | 16,40                | —                    | 134,60             | 8    |

### Ringen

#### Freier Stil
Legende: G = Gewonnen, V = Verloren, S = Schultersieg
| Athleten   | Wettbewerb       | Achtelfinale | Achtelfinale | Viertelfinale | Viertelfinale | Halbfinale    | Halbfinale    | Hoffnungsrunde Halbfinale | Hoffnungsrunde Halbfinale | Hoffnungsrunde Finale | Hoffnungsrunde Finale | Finale        | Finale        | Rang |
| Athleten   | Wettbewerb       | Gegner       | Ergebnis     | Gegner        | Ergebnis      | Gegner        | Ergebnis      | Gegner                    | Ergebnis                  | Gegner                | Ergebnis              | Gegner        | Ergebnis      | Rang |
| ---------- | ---------------- | ------------ | ------------ | ------------- | ------------- | ------------- | ------------- | ------------------------- | ------------------------- | --------------------- | --------------------- | ------------- | ------------- | ---- |
| Frauen     |                  |              |              |               |               |               |               |                           |                           |                       |                       |               |               |      |
| Tayla Ford | Klasse bis 68 kg | K. Larroque  | V 0:6        | ausgeschieden | ausgeschieden | ausgeschieden | ausgeschieden | ausgeschieden             | ausgeschieden             | ausgeschieden         | ausgeschieden         | ausgeschieden | ausgeschieden | 15   |

### Rudern
| Athleten                                                 | Wettbewerb                  | Vorlauf     | Vorlauf | Vorlauf       | Hoffnungslauf / Viertelfinale | Hoffnungslauf / Viertelfinale | Hoffnungslauf / Viertelfinale | Halbfinale    | Halbfinale    | Halbfinale    | Finale        | Finale        | Rang   |
| Athleten                                                 | Wettbewerb                  | Zeit        | Rang    | Qualifikation | Zeit                          | Rang                          | Qualifikation                 | Zeit          | Rang          | Qualifikation | Zeit          | Rang          | Rang   |
| -------------------------------------------------------- | --------------------------- | ----------- | ------- | ------------- | ----------------------------- | ----------------------------- | ----------------------------- | ------------- | ------------- | ------------- | ------------- | ------------- | ------ |
| Frauen                                                   |                             |             |         |               |                               |                               |                               |               |               |               |               |               |        |
| Emma Twigg                                               | Einer                       | 7:34,97 min | 1       | Viertelfinale | 7:26,89 min                   | 1                             | Halbfinale                    | 7:17,19 min   | 1             | Finale        | 7:19,14 min   | 2             | Silber |
| Kate Haines Alana Sherman                                | Zweier ohne Steuerfrau      | 7:43,56 min | 5       | Hoffnungslauf | 7:46,18 min                   | 4                             | ausgeschieden                 | ausgeschieden | ausgeschieden | ausgeschieden | ausgeschieden | ausgeschieden | 13     |
| Brooke Francis Lucy Spoors                               | Doppelzweier                | 6:16,41 min | 1       | Halbfinale    | —                             | —                             | —                             | 6:49,49 min   | 1             | Finale        | 6:50,45 min   | 1             | Gold   |
| Shannon Cox Jackie Kiddle                                | Leichtgewichts-Doppelzweier | 7:02,25 min | 1       | Halbfinale    | —                             | —                             | —                             | 7:02,86 min   | 2             | Finale        | 6:51,65 min   | 4             | 4      |
| Jackie Gowler Phoebe Spoors Davina Waddy Kerri Williams  | Vierer ohne Steuerfrau      | 6:45,44 min | 2       | Finale        | —                             | —                             | —                             | —             | —             | —             | 6:29,08 min   | 3             | Bronze |
| Männer                                                   |                             |             |         |               |                               |                               |                               |               |               |               |               |               |        |
| Tom Mackintosh                                           | Einer                       | 6:55,92 min | 1       | Viertelfinale | 6:48,01 min                   | 1                             | Halbfinale                    | 6:44,49 min   | 2             | Finale        | 6:49,62 min   | 5             | 5      |
| Daniel Williamson Philip Wilson                          | Zweier ohne Steuermann      | 6:32,44 min | 2       | Halbfinale    | —                             | —                             | —                             | 6:14,30 min   | 3             | Finale        | 6:21,44 min   | 6             | 6      |
| Robbie Manson Jordan Parry                               | Doppelzweier                | 6:16,41 min | 2       | Halbfinale    | —                             | —                             | —                             | 6:14,30 min   | 3             | Finale        | 6:21,44 min   | 6             | 6      |
| Ollie Maclean Logan Ullrich Thomas Murray Matt Macdonald | Vierer ohne Steuermann      | 6:03,08 min | 1       | Finale        | —                             | —                             | —                             | —             | —             | —             | 5:49,88 min   | 2             | Silber |

### 7er-Rugby
| Wettbewerb         | Frauen | Männer |
| ------------------ | --- | --- |
| Athleten           | Michaela Blyde Jazmin Felix-Hotham Sarah Hirini Tyla King Jorja Miller Manaia Nuku Mahina Paul Risi Pouri-Lane Alena Saili Theresa Setefano Stacey Waaka Portia Woodman-Wickliffe | Leroy Carter Dylan Collier Tepaea Cook-Savage Scott Curry Fehi Fineanganofo Andrew Knewstubb Moses Leo Ngarohi McGarvey-Black Tone Ng Shiu Akuila Rokolisoa Brady Rush Regan Ware Joe Webber |
| Trainer            | Cory Sweeney | Junior Tomasi Cama |
| Gruppenphase       | China (43:5) Kanada (33:7) Fidschi (38:7) | Japan (40:12) Südafrika (17:5) Irland (14:12) |
| Viertelfinale      | China (55:5) | Südafrika (7:14) |
| Halbfinale         | Vereinigte Staaten (24:12) | ausgeschieden |
| Finale             | Kanada (19:12) | ausgeschieden |
| Platzierungsspiele | — | Argentinien (17:12) Irland (17:7) |
| Rang               | Gold | 5 |

### Schießen
| Athleten      | Wettbewerb | Qualifikation   | Qualifikation | Finale          | Finale |
| Athleten      | Wettbewerb | Ringe/ Scheiben | Rang          | Ringe/ Scheiben | Rang   |
| ------------- | ---------- | --------------- | ------------- | --------------- | ------ |
| Frauen        |            |                 |               |                 |        |
| Chloe Tipple  | Skeet      | 108             | 28            | ausgeschieden   | 28     |
| Männer        |            |                 |               |                 |        |
| Owen Robinson | Trap       | 121             | 11            | ausgeschieden   | 11     |

### Schwimmen
| Athleten                                                         | Wettbewerb          | Vorlauf      | Vorlauf | Halbfinale    | Halbfinale    | Finale        | Finale        | Rang |
| Athleten                                                         | Wettbewerb          | Zeit         | Rang    | Zeit          | Rang          | Zeit          | Rang          | Rang |
| ---------------------------------------------------------------- | ------------------- | ------------ | ------- | ------------- | ------------- | ------------- | ------------- | ---- |
| Frauen                                                           |                     |              |         |               |               |               |               |      |
| Erika Fairweather                                                | 200 m Freistil      | 1:46,54 min  | 7       | 1:56,31 min   | 7             | 1:55,59 min   | 7             | 7    |
| Erika Fairweather                                                | 400 m Freistil      | 4:02,55 min  | 3       | —             | —             | 4:01,12 min   | 4             | 4    |
| Erika Fairweather                                                | 800 m Freistil      | 8:22,22 min  | 7       | —             | —             | 8:23,27 min   | 8             | 8    |
| Eve Thomas                                                       | 400 m Freistil      | 4:11,86 min  | 17      | —             | —             | ausgeschieden | ausgeschieden | 17   |
| Eve Thomas                                                       | 800 m Freistil      | 8:33,25 min  | 12      | —             | —             | ausgeschieden | ausgeschieden | 12   |
| Eve Thomas                                                       | 1500 m Freistil     | 16:13,74 min | 12      | —             | —             | ausgeschieden | ausgeschieden | 12   |
| Vanessa Hazel Ouwehand                                           | 100 m Schmetterling | 58,03 s      | 18      | ausgeschieden | ausgeschieden | ausgeschieden | ausgeschieden | 18   |
| Erika Fairweather Eve Thomas Deans Caitlin Laticia-Leigh Transom | 4 × 200 m Freistil  | 7:54,37 min  | 8       | —             | —             | 7:55,89 min   | 8             | 8    |
| Männer                                                           |                     |              |         |               |               |               |               |      |
| Taiko Torepe-Ormsby                                              | 50 m Freistil       | 22,01 s      | 19      | ausgeschieden | ausgeschieden | ausgeschieden | ausgeschieden | 19   |
| Cameron Gray                                                     | 100 m Freistil      | 49,24 s      | 31      | ausgeschieden | ausgeschieden | ausgeschieden | ausgeschieden | 31   |
| Cameron Gray                                                     | 100 m Schmetterling | 53,83 s      | 32      | ausgeschieden | ausgeschieden | ausgeschieden | ausgeschieden | 32   |
| Kane Follows                                                     | 100 m Rücken        | 55,01 s      | 33      | ausgeschieden | ausgeschieden | ausgeschieden | ausgeschieden | 33   |
| Kane Follows                                                     | 200 m Rücken        | 1:58,63 min  | 21      | ausgeschieden | ausgeschieden | ausgeschieden | ausgeschieden | 21   |
| Lewis Clareburt                                                  | 200 m Schmetterling | 1:57,12 min  | 21      | ausgeschieden | ausgeschieden | ausgeschieden | ausgeschieden | 21   |
| Lewis Clareburt                                                  | 200 m Lagen         | 1:58,54 min  | 11      | 2:00,06 min   | 14            | ausgeschieden | ausgeschieden | 14   |
| Lewis Clareburt                                                  | 400 m Lagen         | 4:11,52 min  | 6       | —             | —             | 4:10,44 min   | 6             | 6    |

### Segeln
| Athleten                        | Wettbewerb        | Qualifikation | Qualifikation | Medal Race    | Medal Race    | Punkte | Rang   |
| Athleten                        | Wettbewerb        | Punkte        | Rang          | Punkte        | Rang          | Punkte | Rang   |
| ------------------------------- | ----------------- | ------------- | ------------- | ------------- | ------------- | ------ | ------ |
| Frauen                          |                   |               |               |               |               |        |        |
| Veerle Ten Have                 | Windsurfen iQFoiL | 109           | 9             | —             | 10            | —      | 10     |
| Greta Pilkington                | Laser Radial      | 240           | 34            | ausgeschieden | ausgeschieden | 240    | 34     |
| Justina Kitchen                 | Formula Kite      | 74            | 17            | ausgeschieden | ausgeschieden | 74     | 17     |
| Jo Aleh Molly Meech             | 49erFX            | 101           | 7             | 8             | 4             | 109    | 7      |
| Männer                          |                   |               |               |               |               |        |        |
| Josh Armit                      | Windsurfen iQFoiL | 66            | 4             | —             | 4             | —      | 4      |
| Thomas Saunders                 | Laser             | 124           | 7             | 10            | 5             | 134    | 7      |
| Lukas Walton-Keim               | Formula Kite      | 60            | 15            | ausgeschieden | ausgeschieden | 60     | 15     |
| Isaac McHardie William McKenzie | 49er              | 76            | 2             | 6             | 3             | 82     | Silber |
| Mixed                           |                   |               |               |               |               |        |        |
| Erica Dawson Micah Wilkinson    | Nacra 17          | 47            | 3             | 16            | 7             | 63     | Bronze |

### Sportklettern
| Athleten       | Wettbewerb | Qualifikation | Qualifikation | Achtelfinale | Achtelfinale | Viertelfinale | Viertelfinale | Halbfinale    | Halbfinale    | Finale / Platz 3 | Finale / Platz 3 | Rang |
| Athleten       | Wettbewerb | Zeit          | Rang          | Gegner       | Zeit         | Gegner        | Zeit          | Gegner        | Zeit          | Gegner           | Zeit             | Rang |
| -------------- | ---------- | ------------- | ------------- | ------------ | ------------ | ------------- | ------------- | ------------- | ------------- | ---------------- | ---------------- | ---- |
| Frauen         |            |               |               |              |              |               |               |               |               |                  |                  |      |
| Sarah Tetzlaff | Speed      | 8,39 s PB     | 12            | A. Kałucka   | 8,41:6,65    | ausgeschieden | ausgeschieden | ausgeschieden | ausgeschieden | ausgeschieden    | ausgeschieden    | 13   |
| Männer         |            |               |               |              |              |               |               |               |               |                  |                  |      |
| Julian David   | Speed      | 5,24 s PB     | 9             | R. Alipour   | 5,20:5,26    | S. Watson     | 5,65:5,03     | ausgeschieden | ausgeschieden | ausgeschieden    | ausgeschieden    | 8    |

### Surfen
| Athleten        | Wettbewerb | 1. Runde | 1. Runde | 2. Runde  | 2. Runde    | 3. Runde      | 3. Runde      | Viertelfinale | Viertelfinale | Halbfinale    | Halbfinale    | Finale / Platz 3 | Finale / Platz 3 | Rang |
| Athleten        | Wettbewerb | Punkte   | Rang     | Gegner    | Ergebnis    | Gegner        | Ergebnis      | Gegner        | Ergebnis      | Gegner        | Ergebnis      | Gegner           | Ergebnis         | Rang |
| --------------- | ---------- | -------- | -------- | --------- | ----------- | ------------- | ------------- | ------------- | ------------- | ------------- | ------------- | ---------------- | ---------------- | ---- |
| Frauen          |            |          |          |           |             |               |               |               |               |               |               |                  |                  |      |
| Saffi Vette     | Shortboard | 7,50     | 2        | J. Defay  | 7,43:11,83  | ausgeschieden | ausgeschieden | ausgeschieden | ausgeschieden | ausgeschieden | ausgeschieden | ausgeschieden    | ausgeschieden    | 17   |
| Männer          |            |          |          |           |             |               |               |               |               |               |               |                  |                  |      |
| Billy Stairmand | Shortboard | 5,53     | 3        | F. Toledo | 14,00:17,00 | ausgeschieden | ausgeschieden | ausgeschieden | ausgeschieden | ausgeschieden | ausgeschieden | ausgeschieden    | ausgeschieden    | 17   |

### Synchronschwimmen
| Athletinnen           | Wettbewerb | Technische Kür | Technische Kür | Freie Kür | Freie Kür | Akrobatische Kür | Akrobatische Kür | Gesamt   | Gesamt |
| Athletinnen           | Wettbewerb | Punkte         | Rang           | Punkte    | Rang      | Punkte           | Rang             | Punkte   | Rang   |
| --------------------- | ---------- | -------------- | -------------- | --------- | --------- | ---------------- | ---------------- | -------- | ------ |
| Frauen                |            |                |                |           |           |                  |                  |          |        |
| Nina Brown Eva Morris | Duett      | 188,0901       | 17             | 166,5105  | 17        | —                | —                | 354,6006 | 17     |

### Tennis
| Athleten                | Wettbewerb | 1. Runde               | 1. Runde | 2. Runde      | 2. Runde      | Achtelfinale  | Achtelfinale  | Viertelfinale | Viertelfinale | Halbfinale    | Halbfinale    | Finale / Platz 3 | Finale / Platz 3 | Rang |
| Athleten                | Wettbewerb | Gegner                 | Ergebnis | Gegner        | Ergebnis      | Gegner        | Ergebnis      | Gegner        | Ergebnis      | Gegner        | Ergebnis      | Gegner           | Ergebnis         | Rang |
| ----------------------- | ---------- | ---------------------- | -------- | ------------- | ------------- | ------------- | ------------- | ------------- | ------------- | ------------- | ------------- | ---------------- | ---------------- | ---- |
| Frauen                  |            |                        |          |               |               |               |               |               |               |               |               |                  |                  |      |
| Lulu Sun                | Einzel     | M. Kostjuk             | 4:6, 3:6 | ausgeschieden | ausgeschieden | ausgeschieden | ausgeschieden | ausgeschieden | ausgeschieden | ausgeschieden | ausgeschieden | ausgeschieden    | ausgeschieden    | 33   |
| Erin Routliffe Lulu Sun | Doppel     | S. Errani / J. Paolini | 2:6, 3:6 | —             | —             | ausgeschieden | ausgeschieden | ausgeschieden | ausgeschieden | ausgeschieden | ausgeschieden | ausgeschieden    | ausgeschieden    | 17   |

### Triathlon
| Athleten                                                         | Wettbewerb | Zeit      | Rang   |
| ---------------------------------------------------------------- | ---------- | --------- | ------ |
| Frauen                                                           |            |           |        |
| Ainsley Thorpe                                                   | Einzel     | 2:03:48 h | 44     |
| Nicole van der Kaay                                              | Einzel     | 2:01:33 h | 31     |
| Männer                                                           |            |           |        |
| Dylan McCullough                                                 | Einzel     | 1:45:35 h | 19     |
| Hayden Wilde                                                     | Einzel     | 1:43:39 h | Silber |
| Mixed                                                            |            |           |        |
| Hayden Wilde Nicole van der Kaay Dylan McCullough Ainsley Thorpe | Staffel    | 1:30:23 h | 14     |

### Turnen

#### Gerätturnen
| Athleten           | Wettbewerb       | Qualifikation | Qualifikation | Finale        | Finale        | Rang |
| Athleten           | Wettbewerb       | Punkte        | Rang          | Punkte        | Rang          | Rang |
| ------------------ | ---------------- | ------------- | ------------- | ------------- | ------------- | ---- |
| Frauen             |                  |               |               |               |               |      |
| Georgia-Rose Brown | Boden            | 12,233        | 63            | ausgeschieden | ausgeschieden | 63   |
| Georgia-Rose Brown | Schwebebalken    | 12,333        | 54            | ausgeschieden | ausgeschieden | 54   |
| Georgia-Rose Brown | Sprung           | 13,233        | 52            | ausgeschieden | ausgeschieden | 52   |
| Georgia-Rose Brown | Stufenbarren     | 13,666        | 26            | ausgeschieden | ausgeschieden | 26   |
| Georgia-Rose Brown | Mehrkampf Einzel | 51,465        | 34            | ausgeschieden | ausgeschieden | 34   |

#### Trampolinturnen
| Athleten          | Wettbewerb | Qualifikation | Qualifikation | Finale | Finale | Rang |
| Athleten          | Wettbewerb | Punkte        | Rang          | Punkte | Rang   | Rang |
| ----------------- | ---------- | ------------- | ------------- | ------ | ------ | ---- |
| Frauen            |            |               |               |        |        |      |
| Madaline Davidson | Einzel     | 54,740        | 7             | 54,230 | 7      | 7    |
| Männer            |            |               |               |        |        |      |
| Dylan Schmidt     | Einzel     | 60,810        | 4             | 19,500 | 8      | 8    |

### Wasserspringen
| Athleten       | Wettbewerb        | Vorkampf | Vorkampf | Halbfinale    | Halbfinale    | Finale        | Finale        | Rang |
| Athleten       | Wettbewerb        | Punkte   | Rang     | Punkte        | Rang          | Punkte        | Rang          | Rang |
| -------------- | ----------------- | -------- | -------- | ------------- | ------------- | ------------- | ------------- | ---- |
| Frauen         |                   |          |          |               |               |               |               |      |
| Lizzie Roussel | Kunstspringen 3 m | 233,70   | 26       | ausgeschieden | ausgeschieden | ausgeschieden | ausgeschieden | 26   |